# Ingerana xizangensis
Ingerana xizangensis är en groddjursart som först beskrevs av Hu in Sichuan Institute of Biology Herpetology Department 1977.  Ingerana xizangensis ingår i släktet Ingerana och familjen Dicroglossidae. IUCN kategoriserar arten globalt som otillräckligt studerad. Inga underarter finns listade i Catalogue of Life.